# فرودگاه بین‌المللی دزااودزی پاماندزی
فرودگاه بین‌المللی دزااودزی پاماندزی (به انگلیسی: Dzaoudzi Pamandzi International Airport) یک فرودگاه همگانی با کد یاتا DZA است که یک باند فرود آسفالت دارد و طول باند آن ۱۹۲۹ متر است. این فرودگاه در شهر مایوت کشور فرانسه قرار دارد و در ارتفاع ۷ متری از سطح دریا واقع شده‌است.

## شرکت‌های هواپیمایی و مقصدهای پروازی
| شرکت‌های هواپیمایی  | مقصدهای پروازی                                                                          |
| ------------------ | --------------------------------------------------------------------------------------- |
| AB Aviation        | اوانی، شاهزاده سعید ابراهیم                                                             |
| ایر استرال         | شارل دوگل پاریس، رولاند گرو                                                             |
| ایر ماداگاسکار     | ایواتو، آراچارت، امبوروی                                                                |
| کورس‌ایر اینترنشنال | ایواتو، اورلی، رولاند گرو                                                               |
| Ewa Air            | اوانی، ایواتو، آراچارت، ژولیوس نیرر، امبوروی، شاهزاده سعید ابراهیم، فسن، پمبا، موزامبیک |
| کنیا ایرویز        | جومو کنیاتا                                                                             |